# Катыне Габбара
«Катыне Габбара» (сир. ܩܛܝܢܐ ܓܢܒܪܐ, перс. قاطینای پهلوان‎, англ. Qateeni Gabbara) — поэтический героический эпос современных ассирийцев.

## История
Эпос полностью переведён на русский и персидский языки и частично — на английский язык. Эпос основан на народных сказаниях (фольклора), устно передававшихся из поколения в поколение на различных диалектах. С непростой задачей литературной обработки справился поэт и музыкант Уильям Даниэль (1903—1988). Героический характер эпоса, а также его этический, христианский и «ассироцентрический» аспекты показаны в «The Assyrian Heroic Epic Of Qatīne Gabbara: A Modern Poem In The Ancient Bardic Tradition».
Определение Эпоса как литературного произведения эпического жанра показано в статье Саргона Банабеда «The Assyrian Heroic Epic Of Qa īne Gabbara: A Modern Poem In The Ancient Bardic Tradition». Детство Катыне напоминает детство и персидского царя Кира II Великого, внука мидийского царя Астиага, росшего пастухом и при этом выделявшегося умом и силой среди сверстников. Эпос был издан в Тегеране в 1961 году и отражает культуру и быт ассирийского народа, зачастую неизвестные по другим источникам. В тексте образно описаны горести и страдания. Существует предположение, что главный герой богатырь «Катыне олицетворяет Мессию, на пришествие которого однажды для спасения его народа надеется каждый ассириец».

## Сюжет

### I том
В первом томе эпоса повествуется об ассирийском царе Тума. Его сестра Курикму вопреки воле брата выходит замуж за мельника Йосефа, что приводит не только к разрыву отношений между братом и сестрой, но и изгнанию их в глухую деревню, где мельник вскорости умирает. Курикму в бедности и одиночестве воспитывает сына по имени Катыне. Он становится пастухом и уже в детстве проявляет незаурядные умственные и физические способности. Когда он подрастает, Курикму рассказывает ему о печальной судьбе его отца Йосефа. Затем юный богатырь, вооружившись мечом, отправляется в путешествие, по дороге совершая подвиги. Он случайно, не зная о том, кто перед ним, убивает своего дядю Кузману — брата Тумы и Курикму. В это время дьяволица Шидда (она же — Лилит) убивает и порабощает население царства, пьёт кровь невинных детей, и никто не в силах с ней справиться. Удручённый царь Тума, собрав смелых мужей, обращается к ним с пламенной речью, призывая бороться с врагом. Тогда ему указывают на Катыне, как раз появляющегося при его дворе. Однако герой, помня рассказы своей матери, вначале заставляет царя раскаяться и лишь затем соглашается на борьбу с Шиддой.

### II том
Второй том эпоса посвящён подвигам Катыне, предшествовавшим его главному испытанию. Первым испытанием является борьба с сильной женщиной (прообразом Шидды) в пустыне. Катыне должен приподнять её локоны, прикрученные к скале. Ему удаётся не только схватить её локоны, но и поднять её над землёй, после чего женщина просит о пощаде, далее даруемой милосердным героем. Второе испытание представляет собой борьбу с двумя дикими быками, от которых страдает целая деревня. Герой без особого труда их укрощает. Затем Катыне направляется к скале, в которой таится царство Шидды. По дороге ему встречается Проводник, повествующий ему о грядущих опасностях. Входом в скалу служит мраморная дверь, которую удаётся разбить отважному герою. Проникнув с Проводником во мрачную пещеру, Катыне слышит голоса, очерняющие Проводника, но герой догадывается, что эти голоса принадлежат злых духам, испуганным приближением спасителя загубленных душ. В конце тропинки их ожидает огромный камень, также именуемый «короной Шидды», под которым располагается её царство. Катыне удаётся убрать этот камень с дороги.

### III том
Третий том эпоса излагает великую битву Катыне и Шидды (метафорически — сил добра и зла). Шидда, пробудившись после сорокадневного сна, собирается устроить пир, приглашая на него всех своих прислужников. Несчастных пленников, среди которых есть и Кузману, собираются принести в жертву на дьявольском алтаре. В тот момент, когда Шидда уже заносит топор над Кузману, появляется Катыне. Вначале он убивает дочь Шидды, а затем вступает в нелёгкий бой со своим главным врагом. Одержанная им победа приносит спасение ассирийской земле: вновь расцветают сады, текут реки, и улыбаются измученные люди. Однако эта победа, судя по всему, не является окончательной:
 До сих пор на краю той горы

 Сложно место могилы найти.

 Близ него, в час недобрый ночной,

 Остановится путник любой:

 Ему слышится жалобный стон:

 Как мучителен дьявольский сон!

## Стиль произведения
Изначально устные сказания о Катыне передавались в прозе, но поэтический талант Даниэля облёк их в стихотворную форму, включающую в себя несколько тысяч двустиший (за исключением предисловия к шестой главе первого тома, написанного в прозе). «Катыне Габбара» написан на урмийском диалекте, лёгшем в основу литературного восточного ассирийского языка, значения слов из других диалектов обычно указываются в примечаниях. Однако версия Даниэля, опираясь в основном на сказания из Хаккяри и Ниневии, не содержит все возможные сюжеты, встречаемые в различных областях расселения ассирийцев. Например, среди сказаний местности Барвар встречаются эпизоды борьбы Катыне с Юванесом и поиска Катыне целительного цветка сисамбыр (в Эпосе лишь упоминается о существовании такого цветка). Версия местности Алкош подробно повествует о деяниях Катыне, последовавших за сражением с Шиддой и победой над силами Зла. Эта версия включает дополнительные эпизоды: «Катыне перед главными вратами в Алкош», «Охотник пойман», «Кто такой Субрану», «Катыне лицом к лицу с Ивану», «Катыне с досточтимой племянницей едет в свою страну», «Деревня с мостом Заху», «Катыне со своей матерью».
Эпос в основном написан двустишиями (подобными арабо-персидским бейтам), рифма соответствует типу маснави: aa bb cc. Также встречаются строфы, состоящие из четырёх, пяти и шести строк с различной схемой рифмовки. Метрику Эпоса можно назвать силлабо-тонической. Из поэтических фигур следует отметить иногда встречающиеся грамматический и лексический параллелизмы.

## Комментарии
1. ↑  Символически Катини представляет собой Мессию, который, как надеялись все ассирийцы, однажды придёт и спасёт свой народ.